# Parti démocratique national afar
Le Parti démocratique national Afar (Amharique : የአፋር ብሔራዊ ዴሞክራሲያዊ ፓርቲ) est un parti politique éthiopien.
Lors des élections législatives du 15 mai 2005, le parti a remporté 8 sièges à la Chambre des représentants des peuples dans la région Afar.
En août 2005, le parti a obtenu 84 sièges sur 87 aux élections régionales dans la région Afar.